# Epirrhoe ochreoreducta
Epirrhoe ochreoreducta är en fjärilsart som beskrevs av Silbernagel 1943. Epirrhoe ochreoreducta ingår i släktet Epirrhoe och familjen mätare. Inga underarter finns listade i Catalogue of Life.